# Nati il 23 maggio
| Questa pagina contiene informazioni ricavate automaticamente dalle voci biografiche con l'ausilio del template Bio e di un bot. L'aggiornamento è periodico e automatico e ricostruisce completamente la pagina. Se manca una persona in questa lista, sei pregato di non aggiungerla, ma accertati piuttosto che la sua voce biografica contenga il template Bio e che i dati anagrafici siano correttamente compilati. Se il template Bio manca, inseriscilo tu stesso o, in alternativa, metti l'avviso {{tmp\|Bio}} che ne segnala la mancanza. Se i dati riportati sono sbagliati, correggi direttamente la voce biografica; le modifiche saranno visibili in questa lista entro pochi giorni. Per chiarimenti vedi il progetto biografie. La lista contiene solo le 1.130 persone che sono citate nell'enciclopedia e per le quali è stato implementato correttamente il template Bio. Pagina aggiornata al 9 ago 2025. |

## III secolo(1)
- 285 - Saturnino di Cagliari, santo romano († 304)

## VII secolo(1)
- 635 - K'inich Kan B'ahlam II, sovrano maya († 702)

## XI secolo(1)
- 1052 - Filippo I di Francia, re († 1108)

## XIII secolo(1)
- 1208 - Simone V di Montfort, conte inglese († 1265)

## XIV secolo(1)
- 1330 - Gongmin di Goryeo, re coreano († 1374)

## XV secolo(2)
- 1475 - Giovan Francesco Rustici, scultore italiano († 1554)
- 1498 - Sampiero Corso, mercenario e generale italiano († 1567)

## XVI secolo(2)
- 1584 - Maximilian von und zu Trauttmansdorff, politico e nobile austriaco († 1650)
- 1598 - Claude Mellan, incisore e pittore francese († 1688)

## XVII secolo(16)
- 1606 - Juan Caramuel y Lobkowitz, vescovo cattolico e matematico spagnolo († 1682)
- 1614 - Bertholet Flemalle, pittore belga († 1675)
- 1617 - Elias Ashmole, collezionista d'arte, storico e alchimista inglese († 1692)
- 1625 - Giovanni Luigi di Nassau-Ottweiler, nobile tedesco († 1690)
- 1629 - Guglielmo VI d'Assia-Kassel, nobile tedesco († 1663)
- 1634 - Crescenzio Onofri, pittore e incisore italiano († 1714)
- 1652 - Cristina Adelaide Pallavicino, nobildonna italiana († 1723)
- 1652 - Ferdinando Guglielmo Eusebio di Schwarzenberg, principe († 1703)
- 1654 - Nicodemus Tessin il Giovane, architetto svedese († 1728)
- 1669 - Johann Wenzel von Gallas, militare e diplomatico austriaco († 1719)
- 1674 - James Scott, conte di Dalkeith, nobile scozzese († 1705)
- 1676 - Johann Bernhard Bach, compositore e organista tedesco († 1749)
- 1678 - Francesco Bertos, scultore italiano († 1741)
- 1681 - Giacomo Zoboli, pittore italiano († 1767)
- 1691 - Gioseffo Orsoni, pittore e scenografo italiano († 1755)
- 1692 - Giuseppe Alfonso Miroglio, vescovo cattolico italiano († 1754)

## XVIII secolo(36)
- 1705 - Karim Khan, persiano († 1779)
- 1707 - Linneo, medico, botanico e naturalista svedese († 1778)
- 1710 - François Gaspard Balthazar Adam, scultore francese († 1761)
- 1711 - Ulrika Sparre, nobildonna svedese († 1768)
- 1718 - William Hunter, anatomista scozzese († 1783)
- 1724 - Carlo Guasco di Castelletto, nobile, storico e scrittore italiano († 1796)
- 1729 - Giuseppe Parini, poeta e abate italiano († 1799)
- 1730 - Augusto Ferdinando di Prussia, principe e generale prussiano († 1813)
- 1730 - Pál László Esterházy, vescovo cattolico ungherese († 1799)
- 1734 - Franz Anton Mesmer, medico tedesco († 1815)
- 1735 - Charles Joseph de Ligne, militare, scrittore e commediografo belga († 1814)
- 1741 - Andrea Lucchesi, compositore e organista italiano († 1801)
- 1748 - Francesco Fontani, filologo, archeologo e numismatico italiano († 1818)
- 1755 - Jane Fleming, nobildonna inglese († 1824)
- 1760 - Ferdinando Ruggi d'Aragona, patriota e nobile italiano († 1799)
- 1766 - Todor Milutinović, generale austriaco († 1836)
- 1767 - John Sebright, VII baronetto, politico inglese († 1846)
- 1770 - Sergej L'vovič Puškin, ufficiale russo († 1848)
- 1772 - Henry Beresford, II marchese di Waterford, politico irlandese († 1826)
- 1772 - Giorgio Gallesio, dirigente pubblico e botanico italiano († 1839)
- 1773 - Louis-Victor de Caux de Blacquetot, generale, politico e nobile francese († 1845)
- 1777 - Friedrich Wilken, storico e bibliotecario tedesco († 1840)
- 1779 - Paul Moody, inventore statunitense († 1831)
- 1783 - Paisij Sergeevič Kajsarov, generale russo († 1844)
- 1786 - Samuel Ward King, politico statunitense († 1851)
- 1786 - Adam Reviczky von Revisnye, diplomatico, politico e nobile austriaco († 1862)
- 1788 - Lewis Tappan, mercante e attivista statunitense († 1873)
- 1789 - Franz von Schlick, generale austriaco († 1862)
- 1790 - Jules Dumont d'Urville, ammiraglio e esploratore francese († 1842)
- 1790 - James Pradier, scultore e pittore svizzero († 1852)
- 1794 - Ignaz Moscheles, pianista, compositore e musicista ceco († 1870)
- 1795 - Charles Barry, architetto inglese († 1860)
- 1797 - Flaminio Lolli, patriota e letterato italiano († 1862)
- 1797 - Giuseppe Saverio Tulumello, nobile italiano († 1858)
- 1799 - Thomas Hood, poeta e umorista inglese († 1845)
- 1800 - Rómulo Díaz de la Vega, politico messicano († 1877)

## XIX secolo(168)
- 1801 - Giacomo Paronuzzi, scultore, architetto e restauratore italiano († 1839)
- 1804 - Pietro Kandler, storico, archeologo e giurista italiano († 1872)
- 1805 - George Stanhope, VI conte di Chesterfield, nobile e politico inglese († 1866)
- 1808 - Teodosio Florentini, religioso svizzero († 1865)
- 1808 - Alessandro Riccardi di Netro, arcivescovo cattolico italiano († 1870)
- 1809 - William Bent, imprenditore statunitense († 1869)
- 1810 - Margaret Fuller, scrittrice, giornalista e patriota statunitense († 1850)
- 1810 - Martin John Spalding, arcivescovo cattolico statunitense († 1872)
- 1811 - José de Salamanca y Mayol, politico e imprenditore spagnolo († 1883)
- 1813 - Napoleon Suchet, politico, militare e nobile francese († 1877)
- 1814 - Charles de Lorencez, generale francese († 1892)
- 1814 - Luigi Bompani, chirurgo e naturalista italiano († 1879)
- 1817 - Manuel Robles Pezuela, politico e militare messicano († 1862)
- 1818 - Paolo Salviati, fotografo italiano († 1894)
- 1819 - Tycho Mommsen, filologo classico tedesco († 1900)
- 1819 - Friedrich von Schreiber, arcivescovo cattolico tedesco († 1890)
- 1823 - Lorenzo Ginori Lisci, nobile, politico e imprenditore italiano († 1878)
- 1823 - Ante Starčević, politico croato († 1896)
- 1824 - Ambrose Burnside, generale e politico statunitense († 1881)
- 1824 - Isabel Maria de Alcântara, nobildonna brasiliana († 1898)
- 1825 - Nándor Éber, giornalista e militare ungherese († 1885)
- 1826 - Adile Sultan, principessa ottomana († 1899)
- 1827 - Milton Latham, politico statunitense († 1882)
- 1828 - Edward Hitchcock, medico e educatore statunitense († 1911)
- 1833 - Narciso Cozzo, militare italiano († 1860)
- 1834 - Frīdrihs Jānis Baumanis, architetto lettone († 1891)
- 1834 - Carl Heinrich Bloch, pittore danese († 1890)
- 1835 - Urbano Sacchetti, VI marchese di Castelromano, nobile italiano († 1912)
- 1836 - Ahmad al-Muadzam Shah di Pahang, sovrano malese († 1914)
- 1836 - Natal'ja Aleksandrovna Puškina, contessa russa († 1913)
- 1837 - Anatole Mallet, ingegnere svizzero († 1919)
- 1837 - Józef Wieniawski, pianista e compositore polacco († 1912)
- 1838 - Alfred Kirchhoff, geografo e naturalista tedesco († 1907)
- 1838 - Vincenzo de Romita, naturalista italiano († 1914)
- 1841 - Giacomo Calabria, magistrato e politico italiano († 1926)
- 1841 - Niccolò Papadopoli, banchiere, politico e numismatico italiano († 1922)
- 1841 - Teriimaevarua II, regina († 1873)
- 1841 - Giovanni Turini, scultore italiano († 1899)
- 1842 - Maria Konopnicka, poetessa, scrittrice e saggista polacca († 1910)
- 1844 - 'Abdu'l-Bahá, persiano († 1921)
- 1844 - Alfred Espinas, sociologo, antropologo e filosofo francese († 1922)
- 1846 - Hermann Dingler, botanico e medico tedesco († 1935)
- 1846 - Ernest Monis, politico francese († 1929)
- 1848 - Emanuele Beccaria Incisa, diplomatico e politico italiano († 1923)
- 1848 - Otto Lilienthal, pioniere dell'aviazione tedesco († 1896)
- 1848 - Félicien Trewey, attore francese († 1920)
- 1849 - Adolf Gaspary, filologo e letterato tedesco († 1892)
- 1849 - Károly Khuen-Héderváry, politico ungherese († 1918)
- 1849 - Şehzade Mehmed Burhaneddin, principe ottomano († 1876)
- 1850 - George Claridge Druce, botanico inglese († 1932)
- 1850 - Rosa Maria Segale, religiosa e missionaria italiana († 1941)
- 1851 - George William Palmer, imprenditore e politico inglese († 1913)
- 1853 - Bernhard Seuffert, filologo austriaco († 1938)
- 1854 - Pietro Baragiola, imprenditore e politico italiano († 1914)
- 1854 - Alessandro Baudi di Vesme, storico dell'arte italiano († 1923)
- 1854 - Karl Brandt, zoologo tedesco († 1931)
- 1854 - Alfonso Maria Massari, esploratore italiano († 1950)
- 1856 - Ferdinand Kosak, generale austro-ungarico († 1932)
- 1856 - Giuseppe Pedercini, dirigente sportivo italiano († 1925)
- 1857 - Adalgisa Gabbi, soprano italiano († 1933)
- 1857 - Maria di Waldeck e Pyrmont, principessa tedesca († 1882)
- 1858 - Francis Kelsey, archeologo e latinista statunitense († 1927)
- 1859 - Eberhard Limbrock, presbitero e missionario tedesco († 1931)
- 1861 - József Rippl-Rónai, pittore ungherese († 1927)
- 1862 - Hermann Gunkel, biblista tedesco († 1932)
- 1862 - Dummy Hoy, giocatore di baseball statunitense († 1961)
- 1863 - Vladislav Vladislavovič Gorodeckij, architetto polacco († 1930)
- 1863 - Marija Preobraženskaja, alpinista russa († 1932)
- 1864 - William O'Connor, schermidore statunitense († 1939)
- 1864 - Arthur Smith Woodward, paleontologo britannico († 1944)
- 1865 - Epitácio Pessoa, giurista e politico brasiliano († 1942)
- 1866 - Gustav Aschaffenburg, psichiatra tedesco († 1944)
- 1866 - Ellen Ridgway, golfista statunitense († 1934)
- 1867 - John Exley, canottiere statunitense († 1938)
- 1868 - Hardee Kirkland, regista, attore e sceneggiatore statunitense († 1929)
- 1868 - Giovanna Meneghini, religiosa e educatrice italiana († 1918)
- 1869 - Émile Bertaux, storico dell'arte francese († 1917)
- 1869 - Dranem, attore e cantante francese († 1935)
- 1870 - Muhammad IV di Kelantan, sovrano malese († 1920)
- 1871 - Saint-George Ashe, canottiere britannico († 1922)
- 1871 - Nikodem Caro, chimico e imprenditore polacco († 1935)
- 1872 - Julio Acosta García, politico costaricano († 1954)
- 1873 - Leo Baeck, rabbino, filosofo e educatore tedesco († 1956)
- 1873 - Augusto Gallina, generale e aviatore italiano († 1947)
- 1875 - Max Davidson, attore tedesco († 1950)
- 1875 - Frank Forman, calciatore inglese († 1961)
- 1875 - Alfred Sloan, imprenditore statunitense († 1966)
- 1876 - Ludovico D'Aragona, sindacalista e politico italiano († 1961)
- 1876 - Friedrich Karl Johann Vaupel, botanico tedesco († 1927)
- 1877 - Black Hawk, giocatore di lacrosse canadese
- 1877 - Grace Ingalls, statunitense († 1941)
- 1877 - Thomas Orde-Lees, ingegnere e esploratore britannico († 1958)
- 1878 - Almerindo Portfolio, imprenditore italiano († 1966)
- 1879 - Alfred Ritscher, militare e esploratore tedesco († 1963)
- 1880 - Giacinto Tredici, arcivescovo cattolico italiano († 1964)
- 1881 - Ludwig Kaas, politico e teologo tedesco († 1952)
- 1881 - Sacadura Cabral, aviatore e ufficiale portoghese († 1924)
- 1882 - Antonio Avena, storico italiano († 1967)
- 1882 - James Gleason, attore e regista statunitense († 1959)
- 1882 - William Halpenny, astista canadese († 1960)
- 1882 - John Hughes, scenografo statunitense († 1954)
- 1883 - Douglas Fairbanks, attore e produttore cinematografico statunitense († 1939)
- 1884 - Corrado Gini, statistico, economista e sociologo italiano († 1965)
- 1884 - Jimmy Turnbull, calciatore scozzese
- 1886 - Magda Sonja, attrice austriaca († 1974)
- 1887 - Jose Collins, attrice e cantante britannica († 1958)
- 1887 - Otto van der Haegen, militare e aviatore tedesco († 1915)
- 1887 - Vester Pegg, attore statunitense († 1951)
- 1887 - Joe Ryan, attore statunitense († 1944)
- 1887 - Albert Thoralf Skolem, matematico norvegese († 1963)
- 1888 - Bernardino Boifava, scultore italiano († 1953)
- 1888 - Luigi Deffenu, politico italiano († 1972)
- 1888 - Adriaan Roland Holst, poeta olandese († 1976)
- 1888 - Leopoldo Torres Balbás, architetto e restauratore spagnolo († 1960)
- 1889 - Ferruccio Baruffi, pittore italiano († 1958)
- 1889 - Virginia True Boardman, attrice statunitense († 1971)
- 1889 - Eb van der Kluft, calciatore olandese († 1970)
- 1889 - Boo Kullberg, ginnasta svedese († 1962)
- 1889 - Giovanni Manca, disegnatore, scenografo e fumettista italiano († 1984)
- 1889 - Ernst Niekisch, politico e scrittore tedesco († 1967)
- 1890 - Sven Colliander, cavaliere svedese († 1961)
- 1890 - Herbert Marshall, attore britannico († 1966)
- 1890 - Serafino Mazzolini, politico e diplomatico italiano († 1945)
- 1890 - Dennis Robertson, economista inglese († 1963)
- 1890 - Dagmar di Danimarca, principessa danese († 1961)
- 1891 - Piero Colonna, politico italiano († 1939)
- 1891 - Pär Fabian Lagerkvist, scrittore, poeta e drammaturgo svedese († 1974)
- 1891 - Gretchen Lederer, attrice tedesca († 1955)
- 1891 - Felice Milano, calciatore italiano († 1915)
- 1891 - Il'ja Leont'evič Rabinovič, scacchista russo († 1942)
- 1891 - Walter Warzecha, ammiraglio tedesco († 1956)
- 1892 - Rafael Moreno Aranzadi, calciatore spagnolo († 1922)
- 1892 - Hans Dülfer, alpinista tedesco († 1915)
- 1892 - Orazio Lupis, generale italiano († 1962)
- 1892 - Albert Spencer, VII conte Spencer, nobile inglese († 1975)
- 1892 - Alfred Steux, ciclista su strada belga († 1934)
- 1893 - Petâr Vičev, presbitero bulgaro († 1952)
- 1894 - Michele Barbaro, politico italiano († 1965)
- 1894 - Enrico Marchesano, dirigente d'azienda italiano († 1967)
- 1895 - Paul Baron, allenatore di calcio e calciatore francese († 1973)
- 1895 - Mario Ceravolo, politico e medico italiano († 1973)
- 1895 - Marc Chadourne, scrittore francese († 1975)
- 1895 - Wilhelm Heun, generale tedesco († 1986)
- 1895 - Władysław Segda, schermidore polacco († 1994)
- 1895 - Billy Smith, allenatore di calcio e calciatore inglese († 1951)
- 1895 - Chrissie White, attrice britannica († 1989)
- 1896 - Louis Balbach, tuffatore statunitense († 1943)
- 1896 - André Bloc, architetto, scultore e pittore francese († 1966)
- 1896 - Carlo Cainelli, incisore e pittore italiano († 1925)
- 1896 - Kálmán Konrád, calciatore e allenatore di calcio ungherese († 1980)
- 1896 - András Kuttik, calciatore e allenatore di calcio ungherese († 1970)
- 1896 - Felix Steiner, generale tedesco († 1966)
- 1897 - Fausto Acke, ginnasta e discobolo italiano († 1967)
- 1897 - Vera Drudi, attrice italiana († 1995)
- 1897 - Enzo Emilio Galbiati, generale italiano († 1982)
- 1897 - Fred Guy, suonatore di banjo e chitarrista statunitense († 1971)
- 1897 - Alberto Hidalgo, poeta e scrittore peruviano († 1967)
- 1898 - Karl Fochler, attore austriaco († 1982)
- 1898 - Frank McHugh, attore statunitense († 1981)
- 1898 - Scott O'Dell, scrittore statunitense († 1989)
- 1898 - Josef Terboven, politico tedesco († 1945)
- 1899 - Carlo Arnaudi, agronomo e politico italiano († 1970)
- 1899 - Jeralean Talley, supercentenaria statunitense († 2015)
- 1900 - Hans Frank, avvocato, politico e criminale di guerra tedesco († 1946)
- 1900 - Pavel Mahrer, calciatore cecoslovacco († 1985)
- 1900 - Gaetano Morelli, giurista e magistrato italiano († 1989)
- 1900 - Franz Neumann, politologo, filosofo e giurista tedesco († 1954)
- 1900 - Alberto Sansoni, calciatore italiano

## XX secolo(867)
- 1901 - Edgardo Fogli, partigiano italiano († 1945)
- 1901 - Mario Gromo, giornalista, scrittore e critico cinematografico italiano († 1960)
- 1901 - Alfredo Guarini, regista, sceneggiatore e produttore cinematografico italiano († 1981)
- 1901 - Gábor Kléber, calciatore ungherese († 1973)
- 1901 - Ottorino Monaco, medico e politico italiano († 1987)
- 1901 - Charles W. Morris, semiologo e filosofo statunitense († 1979)
- 1901 - Edmund Rubbra, compositore britannico († 1986)
- 1902 - Felice Battaglia, giurista e filosofo italiano († 1977)
- 1902 - Ettore Boninsegna, calciatore italiano
- 1902 - Hideo Saito, violoncellista e direttore d'orchestra giapponese († 1974)
- 1903 - Mario Felice Boano, carrozziere e designer italiano († 1989)
- 1903 - Ernst Klodwig, pilota automobilistico tedesco († 1973)
- 1903 - Walter Reisch, sceneggiatore, regista e produttore cinematografico austriaco († 1983)
- 1903 - Carlo Simonetti, pentatleta e dirigente sportivo italiano
- 1903 - Pablo Muñoz Vega, cardinale e arcivescovo cattolico ecuadoriano († 1994)
- 1904 - Giovanni Carlo Anselmetti, imprenditore e politico italiano († 1964)
- 1904 - Libby Holman, cantante e attrice statunitense († 1971)
- 1904 - Giuseppe Izzo, generale italiano († 1983)
- 1904 - Antonio Macrì, mafioso italiano († 1975)
- 1904 - Felice Martinelli, calciatore svizzero
- 1904 - Karl Seitz, pallanuotista austriaco († 1990)
- 1904 - Wang Ming, politico cinese († 1974)
- 1905 - Ramiro Ledesma Ramos, saggista, filosofo e politico spagnolo († 1936)
- 1906 - Helen Foster, attrice statunitense († 1982)
- 1906 - Hellmuth Christian Wolff, compositore e musicologo tedesco († 1988)
- 1907 - Adrienne Dore, attrice statunitense († 1992)
- 1907 - Boris Kordemskij, matematico e educatore russo († 1999)
- 1907 - Ernesto Teodoro Moneta Caglio, presbitero e musicologo italiano († 1995)
- 1907 - Mario Serandrei, montatore e sceneggiatore italiano († 1966)
- 1908 - Max Abramovitz, architetto statunitense († 2004)
- 1908 - John Bardeen, fisico e ingegnere elettrotecnico statunitense († 1991)
- 1908 - Hélène Boucher, aviatrice francese († 1934)
- 1908 - Tomiko Itooka, supercentenaria giapponese († 2024)
- 1908 - Raymond Legrand, compositore e direttore d'orchestra francese († 1974)
- 1908 - Pablo Pacheco, calciatore peruviano († 1982)
- 1908 - Corneliu Robe, calciatore rumeno († 1969)
- 1908 - Annemarie Schwarzenbach, scrittrice, fotografa e giornalista svizzera († 1942)
- 1908 - Linda Watkins, attrice statunitense († 1976)
- 1909 - Hugh Edward Blair, artista e linguista statunitense († 1967)
- 1909 - Gustave Fonjallaz, bobbista svizzero († 1994)
- 1909 - William Sidney, militare e politico britannico († 1991)
- 1909 - René Truhaut, docente francese († 1994)
- 1910 - Artie Shaw, clarinettista statunitense († 2004)
- 1910 - Scatman Crothers, attore e cantante statunitense († 1986)
- 1910 - Gino Donati, pittore italiano († 1994)
- 1910 - Hugh Casson, architetto, designer e giornalista inglese († 1999)
- 1910 - Franz Kline, pittore statunitense († 1962)
- 1910 - Ernesto Monico, militare e aviatore italiano († 1936)
- 1911 - Lou Brouillard, pugile canadese († 1984)
- 1911 - Luigi Giulotto, fisico italiano († 1986)
- 1911 - Paul Augustin Mayer, cardinale, arcivescovo cattolico e abate tedesco († 2010)
- 1911 - Enzo Musumeci Greco, schermidore e attore italiano († 1994)
- 1911 - Betty Nuthall, tennista britannica († 1983)
- 1911 - Leopold Šťastný, calciatore cecoslovacco († 1996)
- 1912 - Stephanie Bachelor, attrice statunitense († 1996)
- 1912 - Jean Françaix, compositore e pianista francese († 1997)
- 1912 - Marius Goring, attore britannico († 1998)
- 1913 - Erich Bautz, ciclista su strada e pistard tedesco († 1986)
- 1913 - Lino Beccati, militare italiano († 1999)
- 1913 - Carlos Borja, cestista messicano († 1982)
- 1913 - Jenő Brandi, pallanuotista ungherese († 1980)
- 1913 - Horst Günter, baritono tedesco († 2013)
- 1913 - Pranas Talzūnas, cestista statunitense († 1984)
- 1914 - Danilo Bazzani, calciatore italiano († 1963)
- 1914 - Daaf Drok, calciatore olandese († 2002)
- 1914 - Romolo Remigi, calciatore italiano († 1985)
- 1914 - Giovanni Ruazzi, militare italiano († 1938)
- 1915 - Jakob Alder, compositore e violinista svizzero († 2004)
- 1915 - Emilio Angeletti, calciatore italiano († 1987)
- 1915 - Vicente Beltrán Anglada, scrittore e teosofo spagnolo († 1988)
- 1915 - Leone Efrati, pugile italiano († 1945)
- 1915 - Eriberto Raffaini, calciatore italiano
- 1915 - S. Donald Stookey, inventore statunitense († 2014)
- 1915 - Maximilian Volke, aviatore tedesco († 1944)
- 1917 - José María Cirarda Lachiondo, arcivescovo cattolico spagnolo († 2008)
- 1917 - Preben Lerdorff Rye, attore danese († 1995)
- 1917 - Edward Norton Lorenz, matematico e meteorologo statunitense († 2008)
- 1917 - Eigil Pedersen, scacchista e compositore di scacchi danese († 1994)
- 1917 - Tatiana Riabouchinska, ballerina e insegnante russa († 2000)
- 1918 - Denis Compton, crickettista e calciatore inglese († 1977)
- 1918 - Noah Mullins, giocatore di football americano statunitense († 1998)
- 1918 - Angiolo Profeti, pesista e discobolo italiano († 1981)
- 1918 - Nunzio Sciavarrello, pittore, incisore e scenografo italiano († 2013)
- 1919 - Frank Beaty, cestista statunitense († 1985)
- 1919 - Betty Garrett, attrice statunitense († 2011)
- 1920 - Helen O'Connell, conduttrice televisiva e cantante statunitense († 1993)
- 1920 - Guido Tavellin, calciatore e allenatore di calcio italiano († 1994)
- 1920 - F. Mark Wyatt, agente segreto statunitense († 2006)
- 1921 - James Blish, scrittore statunitense († 1975)
- 1921 - Grigorij Naumovič Čuchraj, regista e sceneggiatore russo († 2001)
- 1921 - Elio Lotti, cantante italiano († 2003)
- 1921 - Anna Afanas'evna Morozova, partigiana sovietica († 1944)
- 1921 - Georgij Grigor'evič Natanson, regista e drammaturgo sovietico († 2017)
- 1921 - Garland O'Shields, cestista statunitense († 2001)
- 1922 - Wolmer Beltrami, fisarmonicista e compositore italiano († 1999)
- 1922 - Clara Colosimo, attrice italiana († 1994)
- 1922 - Erik Holmberg, calciatore e allenatore di calcio norvegese († 1998)
- 1922 - Jacob Saltiel, allenatore di pallacanestro israeliano († 1988)
- 1923 - Roger Domenjoz, cestista svizzero
- 1923 - Ranajit Guha, storico indiano († 2023)
- 1923 - Eduardo Lourenço, filosofo, saggista e critico letterario portoghese († 2020)
- 1923 - Palden Thondup Namgyal, indiano († 1982)
- 1923 - Alicia de Larrocha, pianista spagnola († 2009)
- 1923 - Irmingarda di Baviera, principessa tedesca († 2010)
- 1924 - Luigi Blasucci, critico letterario e italianista italiano († 2021)
- 1924 - Vivian Bonnell, attrice e cantante antiguo-barbudana († 2003)
- 1924 - Jack Coleman, cestista statunitense († 1997)
- 1924 - Karlheinz Deschner, storico e saggista tedesco († 2014)
- 1924 - Bette Henritze, attrice statunitense († 2018)
- 1924 - Bill McCutcheon, attore statunitense († 2002)
- 1924 - Piero Pombia, calciatore italiano († 1998)
- 1924 - Iramo Vanz, calciatore italiano († 2019)
- 1925 - Angelo Del Boca, storico, giornalista e scrittore italiano († 2021)
- 1925 - Ugo La Rosa, regista, sceneggiatore e produttore cinematografico italiano
- 1925 - Joshua Lederberg, microbiologo statunitense († 2008)
- 1925 - Henry Wolf, fotografo, pubblicitario e designer austriaco († 2005)
- 1926 - Buddy Cate, cestista e allenatore di pallacanestro statunitense († 2011)
- 1926 - Aileen Hernandez, sindacalista statunitense († 2017)
- 1926 - Colleen Kay Hutchins, modella statunitense († 2010)
- 1926 - Marisa Merz, artista italiana († 2019)
- 1926 - Christian Norberg-Schulz, architetto norvegese († 2000)
- 1927 - Luisito Bianchi, presbitero, missionario e romanziere italiano († 2012)
- 1927 - Jack Cropp, velista neozelandese († 2016)
- 1927 - Léon Letsch, ex calciatore lussemburghese
- 1927 - Wanda Lima Bezerra, cestista brasiliana († 2003)
- 1928 - Manuel Álvarez, calciatore cileno († 1998)
- 1928 - Rosemary Clooney, attrice e cantante statunitense († 2002)
- 1928 - Irwin Dambrot, cestista statunitense († 2010)
- 1928 - Nigel Davenport, attore britannico († 2013)
- 1928 - Flora Lillo, attrice e showgirl italiana († 1995)
- 1928 - Jean Markale, scrittore, conduttore radiofonico e insegnante francese († 2008)
- 1928 - Nina Otkalenko, mezzofondista sovietica († 2015)
- 1928 - Toimi Pitkänen, canottiere finlandese († 2016)
- 1928 - André Schwarz-Bart, scrittore francese († 2006)
- 1928 - Rudolf Stanček, cestista e allenatore di pallacanestro cecoslovacco († 2014)
- 1928 - Vieri Traxler, diplomatico italiano († 2002)
- 1929 - Marvin J. Chomsky, regista statunitense († 2022)
- 1929 - Ulla Jacobsson, attrice svedese († 1982)
- 1929 - Paolo Poli, attore, regista teatrale e cantante italiano († 2016)
- 1930 - Renzo Antoniazzi, politico e sindacalista italiano († 2005)
- 1930 - Richard Anuszkiewicz, pittore statunitense († 2020)
- 1930 - Michel Deguy, scrittore, poeta e filosofo francese († 2022)
- 1930 - Elena Lipizer, pianista italiana († 2017)
- 1930 - Aleksandar Matanović, scacchista serbo († 2023)
- 1930 - Kiril Semov, cestista e allenatore di pallacanestro bulgaro († 2001)
- 1930 - Vitalij Jakovlevič Vul'f, storico e traduttore russo († 2011)
- 1931 - Petro Balabujev, ingegnere sovietico († 2007)
- 1931 - Barbara Barrie, attrice statunitense
- 1931 - José da Conceição, altista e velocista brasiliano († 1974)
- 1931 - Laura Devon, attrice statunitense († 2007)
- 1931 - Vadim Vasili'evič Michajlov, regista sovietico († 2023)
- 1931 - Lucian Mureșan, cardinale e arcivescovo cattolico rumeno
- 1931 - Crispin Sorhaindo, politico dominicense († 2010)
- 1931 - Isaac Vitré, ciclista su strada francese
- 1932 - Darío Amaral, ex schermidore brasiliano
- 1932 - Ilva Ligabue, soprano italiano († 1998)
- 1932 - Dino Sani, allenatore di calcio e ex calciatore brasiliano
- 1933 - Othon Bastos, attore brasiliano
- 1933 - Gerrit Braks, politico e agronomo olandese († 2017)
- 1933 - John Browning, pianista statunitense († 2003)
- 1933 - Joan Collins, attrice e socialite britannica
- 1933 - Sergio Gonella, arbitro di calcio italiano († 2018)
- 1933 - Shōzō Iizuka, doppiatore giapponese († 2023)
- 1933 - Robert Warren Miller, imprenditore e velista statunitense
- 1933 - Alberto Natusch Busch, politico e militare boliviano († 1994)
- 1933 - Ceija Stojka, scrittrice, pittrice e attivista austriaca († 2013)
- 1934 - Bruno Alberti, ex sciatore alpino, sciatore di velocità e allenatore di sci alpino italiano
- 1934 - Vladimiro Bertazzoni, politico italiano († 2014)
- 1934 - Syd Millar, rugbista a 15, allenatore di rugby a 15 e dirigente sportivo britannico († 2023)
- 1934 - Robert Moog, ingegnere, inventore e imprenditore statunitense († 2005)
- 1934 - Evaristo Prendes, ex schermidore argentino
- 1934 - Francesco Sisinni, politico e funzionario italiano
- 1935 - Roger Bernardico, calciatore uruguaiano († 2013)
- 1935 - Milvio Capovani, matematico, informatico e ingegnere italiano († 2006)
- 1935 - Susan Cooper, scrittrice inglese
- 1935 - Giorgio Pedrazzi, fumettista italiano († 2018)
- 1935 - Jaime Ruiz, ex calciatore peruviano
- 1935 - Daniela Walkowiak, ex canoista polacca
- 1936 - Andreas Fridolin Weis Bentzon, etnomusicologo e antropologo danese († 1971)
- 1936 - Ingeborg Hallstein, soprano tedesco
- 1936 - Charles Kimbrough, attore e doppiatore statunitense († 2023)
- 1936 - Bruno Prosdocimi, pittore, disegnatore e fumettista italiano († 2023)
- 1936 - Heriberto Schonwies, allenatore di pallacanestro argentino († 2010)
- 1937 - Ignazio Aru, ciclista su strada italiano († 2020)
- 1937 - Danio Bardi, pallanuotista italiano († 1991)
- 1937 - José Barroca, calciatore portoghese († 2015)
- 1937 - Bruno Cicogna, calciatore italiano († 2014)
- 1937 - Rupert Scholz, docente e politico tedesco
- 1937 - Michele Spera, designer italiano
- 1938 - Max Dougan, ex calciatore scozzese
- 1938 - Horaţiu Giurgiu, cestista rumeno († 2024)
- 1938 - Erminio Gius, psicologo italiano
- 1938 - Daniel Humair, batterista e compositore svizzero
- 1938 - Edem Kodjo, politico togolese († 2020)
- 1938 - Pier Luigi Luisi, chimico italiano
- 1939 - Viktor Bol'šov, ex altista sovietico
- 1939 - Michel Colombier, compositore francese († 2004)
- 1939 - Reinhard Hauff, regista e sceneggiatore tedesco
- 1939 - Franco Iseppi, dirigente pubblico, produttore televisivo e autore televisivo italiano
- 1939 - Marvin Stamm, trombettista statunitense
- 1939 - Robert A. M. Stern, architetto statunitense
- 1940 - Francesco Degrada, musicologo, clavicembalista e curatore editoriale italiano († 2005)
- 1940 - Lone Dybkjær, politica danese († 2020)
- 1940 - Gérard Larrousse, ex pilota automobilistico e dirigente sportivo francese
- 1940 - Levan Moseshvili, cestista sovietico († 2020)
- 1940 - Dominick Salvatore, economista statunitense
- 1940 - Michele Zanetti, politico e giurista italiano
- 1941 - Elettra Deiana, politica e attivista italiana († 2023)
- 1941 - Bryan Hextall Jr., ex hockeista su ghiaccio canadese
- 1941 - Zalman King, regista, sceneggiatore e produttore cinematografico statunitense († 2012)
- 1941 - Per Lyngemark, pistard danese († 2010)
- 1941 - Rod Thorn, ex cestista, allenatore di pallacanestro e dirigente sportivo statunitense
- 1941 - Fernando Veneranda, calciatore e allenatore di calcio italiano († 2007)
- 1942 - Donna Christanello, wrestler statunitense († 2011)
- 1942 - Mario Dal Castello, politico italiano
- 1942 - Raimonda Gaetani, scenografa e costumista italiana
- 1942 - José María García Lavilla, allenatore di calcio e ex calciatore spagnolo
- 1942 - Gabriel Liiceanu, filosofo, saggista e giornalista rumeno
- 1942 - Bruno Napoli, politico italiano († 2010)
- 1942 - José Pastoriza, calciatore e allenatore di calcio argentino († 2004)
- 1942 - Francisco Villar, linguista e glottologo spagnolo
- 1943 - Robert Bennett, ex nuotatore statunitense
- 1943 - Adele Berlin, biblista e ebraista statunitense
- 1943 - Maurizio Creuso, politico italiano († 2023)
- 1944 - Domenico Graziani, arcivescovo cattolico italiano
- 1944 - John Newcombe, ex tennista australiano
- 1944 - Lena Nyman, attrice svedese († 2011)
- 1944 - Waldemar Obrębski, allenatore di calcio e calciatore polacco († 1985)
- 1944 - Martin Pollack, scrittore e giornalista austriaco († 2025)
- 1945 - Roel Luynenburg, canottiere olandese († 2023)
- 1945 - Tom Penders, ex cestista e allenatore di pallacanestro statunitense
- 1945 - Pietro Ravecca, scultore italiano († 2015)
- 1946 - Richard Bukacki, ciclista su strada olandese († 2024)
- 1946 - Frederick Mario Fales, assiriologo e orientalista italiano († 2024)
- 1946 - Walter Falk, sciatore alpino statunitense († 2008)
- 1946 - Ursula Hegi, scrittrice statunitense
- 1946 - Silvio Santini, scultore italiano
- 1946 - Serafino, italiano († 1980)
- 1946 - Ruth Underwood, vibrafonista, polistrumentista e cantante statunitense
- 1946 - Benvenuto Vergani, ex calciatore italiano
- 1947 - Patrick Djivas, bassista e compositore francese
- 1947 - Ann Hui, regista cinese
- 1947 - Luigi Li Gotti, avvocato e politico italiano
- 1947 - Carlos Mendes, cantante e attore portoghese
- 1947 - Hans-Jürgen Pohmann, ex tennista tedesco
- 1947 - Michael Porter, economista statunitense
- 1948 - Myriam Boyer, attrice, regista e sceneggiatrice francese
- 1948 - Baldo Giacalone, allenatore di pallacanestro italiano († 2018)
- 1948 - Thom Puckey, scultore britannico
- 1948 - Ian Taylor, ex calciatore scozzese
- 1949 - Isabel Celaá, docente e politica spagnola
- 1949 - Maurizio Danielli, canottiere italiano († 2016)
- 1949 - Daniel DiNardo, cardinale e arcivescovo cattolico statunitense
- 1949 - Alan García Pérez, politico peruviano († 2019)
- 1949 - Allan A. Goldstein, regista, sceneggiatore e produttore cinematografico statunitense
- 1949 - Edvard Kozynkevyč, calciatore sovietico († 1994)
- 1949 - Andreas Kōnstantinou, calciatore cipriota († 2015)
- 1949 - Duncan McLeod, ex calciatore scozzese
- 1950 - William Pelham Barr, politico e avvocato statunitense
- 1950 - Bruce Hay, rugbista a 15 e allenatore di rugby a 15 britannico († 2007)
- 1950 - O-Lan Jones, attrice statunitense
- 1950 - Beatrice Järås, attrice, doppiatrice e cantante svedese
- 1950 - Aleksandr Klepikov, canottiere sovietico († 2021)
- 1950 - Graziano Mazzarello, politico italiano
- 1950 - Martin McGuinness, politico nordirlandese († 2017)
- 1950 - André Orléan, economista e saggista francese
- 1950 - Juan Ramón Paredes, allenatore di calcio e ex calciatore salvadoregno
- 1950 - Linda Thompson, attrice e paroliera statunitense
- 1950 - Dina Titus, politica statunitense
- 1950 - Richard Trenton Chase, assassino seriale statunitense († 1980)
- 1951 - Eivind Garberg, ex calciatore norvegese
- 1951 - Manfred Geyer, ex biatleta tedesco
- 1951 - Anatolij Karpov, scacchista e politico russo
- 1951 - Oyenike Monica Okundaye, artista nigeriana
- 1951 - Philippe Van Parijs, filosofo, economista e giurista belga
- 1951 - Nico Pillinini, disegnatore, pittore e giornalista italiano
- 1951 - Fulgence Rabemahafaly, arcivescovo cattolico malgascio
- 1951 - Antōnīs Samaras, politico greco
- 1951 - Aleksandr Voronin, sollevatore sovietico († 1992)
- 1951 - Carlos Zárate Serna, ex pugile messicano
- 1952 - Deborah Adair, attrice televisiva statunitense
- 1952 - Ugo Bardi, chimico italiano
- 1952 - Anne-Marie David, cantante francese
- 1952 - Renzo Manetti, architetto e scrittore italiano
- 1952 - Jorge Nieves, arbitro di calcio uruguaiano
- 1952 - Martin Parr, fotoreporter britannico
- 1952 - Bruce Twamley, allenatore di calcio e ex calciatore canadese
- 1952 - Valerij Čaplygin, ex ciclista su strada russo
- 1953 - Raffaele Cinotti, militare italiano († 1981)
- 1953 - Rick Fenn, chitarrista britannico
- 1953 - Enzo Trossero, allenatore di calcio e ex calciatore argentino
- 1953 - Agathe Uwilingiyimana, politica ruandese († 1994)
- 1954 - Gerry Armstrong, allenatore di calcio e ex calciatore nordirlandese
- 1954 - Simone Boldini, allenatore di calcio e ex calciatore italiano
- 1954 - Andy Bolton, ex giocatore di football americano statunitense
- 1954 - Brunetto Casini, editore e esperantista italiano
- 1954 - Guido De Padt, politico belga
- 1954 - Bruno Gentili, giornalista e telecronista sportivo italiano
- 1954 - Marvin Hagler, pugile e attore statunitense († 2021)
- 1954 - Odilio Moro, calciatore e allenatore di calcio italiano († 2017)
- 1954 - Paolo Olmi, direttore d'orchestra italiano
- 1954 - José Luis Pavoni, allenatore di calcio e ex calciatore argentino
- 1954 - Pino Pisicchio, politico, giornalista e saggista italiano
- 1954 - David Rodriguez, generale statunitense
- 1954 - Massimo Spinosa, bassista e arrangiatore italiano
- 1955 - Bernard Becaas, ciclista su strada francese († 2000)
- 1955 - Luka Bloom, cantautore irlandese
- 1955 - Enrico Cisnetto, editorialista, economista e conduttore televisivo italiano
- 1955 - Elaine Dagg-Jackson, giocatrice di curling canadese
- 1955 - Randy Graff, attrice e cantante statunitense
- 1955 - Fathi Kamel, ex calciatore kuwaitiano
- 1955 - Preda Mihăilescu, matematico rumeno
- 1955 - Mansur Yavaş, politico e avvocato turco
- 1956 - Milton da Cunha Mendonça, calciatore brasiliano († 2019)
- 1956 - Guy Desrochers, arcivescovo cattolico canadese
- 1956 - Andoni Goikoetxea, allenatore di calcio e ex calciatore spagnolo
- 1956 - Andrea Pazienza, fumettista, disegnatore e pittore italiano († 1988)
- 1956 - Ursula Plassnik, politica e ambasciatrice austriaca
- 1956 - Giacomo Scarpelli, storico della filosofia, sceneggiatore e scrittore italiano
- 1956 - Ian Andrew Wallace, ex calciatore scozzese
- 1957 - Giulio Belletti, pallavolista italiano
- 1957 - Andrea Jory, ex bobbista italiano
- 1957 - Jean-Jacques Marx, ex calciatore francese
- 1957 - Jimmy McShane, cantautore e ballerino britannico († 1995)
- 1957 - Nazario Pagano, politico italiano
- 1957 - Serhij Plochij, docente e storico ucraino
- 1957 - Massimo Vannucci, politico italiano († 2012)
- 1957 - Cecilio Zunzunegui, ex calciatore spagnolo
- 1958 - Mitch Albom, scrittore statunitense
- 1958 - Drew Carey, conduttore televisivo, comico e attore statunitense
- 1958 - Gian Pietro Dal Moro, politico italiano
- 1958 - Lea DeLaria, attrice e cantante statunitense
- 1958 - Jiří Douba, schermidore cecoslovacco
- 1958 - William Kircher, attore neozelandese
- 1958 - Les O'Connell, ex canottiere neozelandese
- 1958 - Thomas Reiter, astronauta tedesco
- 1958 - Orlando Ruggieri, avvocato e politico italiano
- 1958 - Bob Salmieri, compositore, sassofonista e polistrumentista italiano
- 1958 - Inger Andersen, economista e ambientalista danese
- 1959 - Daniel Alfredson, regista e sceneggiatore svedese
- 1959 - Lomboto Bofonda, ex cestista della Repubblica Democratica del Congo
- 1959 - Ryuta Kawashima, neuroscienziato giapponese
- 1959 - Oleg Logvin, ex ciclista su strada russo
- 1959 - Fran McCaffery, ex cestista e allenatore di pallacanestro statunitense
- 1959 - Marcella Mesker, ex tennista olandese
- 1959 - U.S. Reed, ex cestista e allenatore di pallacanestro statunitense
- 1959 - Pascal Soriot, imprenditore francese
- 1959 - Dave Zeltserman, scrittore statunitense
- 1960 - Linden Ashby, attore statunitense
- 1960 - Roberto De Rigo, ex giocatore di curling italiano
- 1960 - Luca Fonnesu, filosofo italiano
- 1960 - Luca Marcora, politico italiano
- 1960 - Penny Ryan, ex giocatrice di curling canadese
- 1960 - Asen Zlatev, ex sollevatore bulgaro
- 1960 - Hussam bin Sa'ud Al Sa'ud, principe e imprenditore saudita
- 1961 - Bartolomeo Amidei, politico italiano
- 1961 - Erin Baker, ex triatleta neozelandese
- 1961 - Michael Eder, ex sciatore alpino tedesco
- 1961 - Daniele Massaro, ex calciatore italiano
- 1961 - Milena Matejkovičová, ex mezzofondista e velocista ceca
- 1961 - Fodil Megharia, ex calciatore algerino
- 1961 - Josep Maria Raventós, allenatore di pallacanestro spagnolo
- 1961 - Mike Richardson, ex giocatore di football americano statunitense
- 1962 - Francesco Bruzzone, politico italiano
- 1962 - Curtis Harry, ex bobbista trinidadiano
- 1962 - Lawrence Kaplow, produttore televisivo e sceneggiatore statunitense
- 1962 - Johan Lamotte, ex giocatore di calcio a 5 belga
- 1962 - Eva Lena, ex modella e attrice svedese
- 1962 - Samuel Maoz, regista israeliano
- 1962 - Mauro Marmaglio, ex calciatore italiano
- 1962 - Franca Masu, cantante italiana
- 1962 - Mladen Romić, calciatore croato († 2006)
- 1962 - Francesco Verderami, giornalista italiano
- 1963 - Luciano Bruno, ex pugile italiano
- 1963 - Allister Coetzee, ex rugbista a 15 e allenatore di rugby a 15 sudafricano
- 1963 - Mike Deodato, disegnatore brasiliano
- 1963 - Wilson Gottardo, allenatore di calcio e ex calciatore brasiliano
- 1963 - Abdul-Rahim Hamed, ex calciatore iracheno
- 1964 - Bungaro, cantautore italiano
- 1964 - Umberto Coppari, ex cestista italiano
- 1964 - Carrie Crowley, attrice e conduttrice televisiva irlandese
- 1964 - Kenny Gattison, ex cestista e allenatore di pallacanestro statunitense
- 1964 - Ruth Metzler-Arnold, politica svizzera
- 1964 - Alfonso Mora, tennista venezuelano
- 1964 - William T. Stromberg, compositore e direttore d'orchestra statunitense
- 1965 - Massimo Ceccherini, attore, regista e comico italiano
- 1965 - Lilian Drescher, ex tennista venezuelana
- 1965 - Tito Faraci, fumettista, scrittore e tastierista italiano
- 1965 - James Hasty, ex giocatore di football americano statunitense
- 1965 - Jon Inge Kjørum, ex saltatore con gli sci norvegese
- 1965 - János Martinek, ex pentatleta ungherese
- 1965 - Melissa McBride, attrice statunitense
- 1965 - Adele Pellegatta, doppiatrice italiana
- 1965 - Dashan, conduttore televisivo, attore e comico canadese
- 1965 - Manuel Sanchís Hontiyuelo, ex calciatore spagnolo
- 1965 - Thanasīs Skourtopoulos, allenatore di pallacanestro e ex cestista greco
- 1965 - Tom Tykwer, regista, sceneggiatore e compositore tedesco
- 1965 - Kappei Yamaguchi, doppiatore giapponese
- 1966 - Jean-Michel Aeby, allenatore di calcio e ex calciatore svizzero
- 1966 - H. Jon Benjamin, attore, doppiatore e comico statunitense
- 1966 - Eliane Brum, giornalista e scrittrice brasiliana
- 1966 - Carlo Martelli, politico italiano
- 1966 - Alejandro Martínez, allenatore di pallacanestro spagnolo
- 1966 - Thomas S. Ricketts, imprenditore e dirigente sportivo statunitense
- 1966 - Heidi Rohi, schermitrice estone
- 1966 - Salvatore Rumeo, vescovo cattolico italiano
- 1966 - Mark Trombino, produttore discografico e batterista statunitense
- 1966 - Domingo Valencia, ex giocatore di calcio a 5 spagnolo
- 1966 - Luis Zahera, attore spagnolo
- 1966 - Árni Páll Árnason, politico islandese
- 1967 - Luis Roberto Alves, ex calciatore messicano
- 1967 - Roberto Caruso, ex ciclista su strada italiano
- 1967 - Fabrizio Forquet, giornalista italiano († 2016)
- 1967 - Anna Ibrisagic, politica svedese
- 1967 - Masanaga Kageyama, allenatore di calcio e ex calciatore giapponese
- 1967 - Giovanni Lopez, allenatore di calcio e ex calciatore italiano
- 1967 - Carlos Mercenario, ex marciatore messicano
- 1967 - Wotan Wilke Möhring, attore tedesco
- 1967 - Vladimir Poşexontsev, ex calciatore azero
- 1967 - Philip Selway, musicista e cantautore inglese
- 1967 - Timur Vermes, scrittore e giornalista tedesco
- 1967 - Sean Williams, scrittore e giornalista australiano
- 1967 - Xu Demei, ex giavellottista cinese
- 1968 - Fredrik Gärdeman, ex calciatore svedese
- 1968 - Thomas Jordan, ex cestista statunitense
- 1968 - Hernán Medford, allenatore di calcio e ex calciatore costaricano
- 1968 - John Ortiz, attore statunitense
- 1968 - Guinevere Turner, attrice e sceneggiatrice statunitense
- 1969 - Mindi Abair, sassofonista e cantante statunitense
- 1969 - Laurent Aiello, ex pilota automobilistico francese
- 1969 - Maurice Barthélemy, attore, regista e sceneggiatore francese
- 1969 - Felice Centofanti, dirigente sportivo, personaggio televisivo e ex calciatore italiano
- 1969 - Mario Panzani, ex giocatore di football americano italiano
- 1969 - Paolo Paternoster, politico italiano
- 1969 - Fabiola Piroddi, ex velocista e mezzofondista italiana
- 1969 - Felissa Rose, attrice statunitense
- 1969 - Darene Thomas, ex cestista statunitense
- 1969 - Haneen Zoabi, politica israeliana
- 1970 - Yigal Amir, terrorista israeliano
- 1970 - Daniel Brunner, ex sciatore alpino svizzero
- 1970 - Nanette Burstein, regista, sceneggiatrice e produttrice cinematografica statunitense
- 1970 - Bryan Herta, pilota automobilistico statunitense
- 1970 - Simone Massi, animatore, regista e illustratore italiano
- 1970 - Daniele Pecci, attore italiano
- 1970 - Rima Petronytė, ex cestista lituana
- 1970 - Rune Skarsfjord, allenatore di calcio e ex calciatore norvegese
- 1970 - Sebastiano Vecchiola, dirigente sportivo e ex calciatore italiano
- 1970 - Aleksandar Veselinović, allenatore di calcio e ex calciatore serbo
- 1971 - İlker Aksum, attore turco
- 1971 - Charlie Dupont, attore belga
- 1971 - Laurel Holloman, attrice e pittrice statunitense
- 1971 - Jung Young-joo, attrice sudcoreana
- 1971 - Fillemon Kanalelo, allenatore di calcio e ex calciatore namibiano
- 1971 - George Osborne, politico britannico
- 1971 - Rytis Vaišvila, ex cestista e allenatore di pallacanestro lituano
- 1972 - Alberto Bacci, ex hockeista su pista italiano
- 1972 - Ronnie Blake, trombettista statunitense
- 1972 - Christian Brand, allenatore di calcio e ex calciatore tedesco
- 1972 - Sebastián Cordero, regista, sceneggiatore e montatore ecuadoriano
- 1972 - Isabelle Fijalkowski, ex cestista francese
- 1972 - Rubens Barrichello, pilota automobilistico brasiliano
- 1972 - Marco van Hoogdalem, allenatore di calcio e ex calciatore olandese
- 1972 - Aidan Newhouse, ex calciatore inglese
- 1972 - Alexandre-Ferdinand Nguendet, politico centrafricano
- 1972 - Carlos Alberto de Oliveira, ex calciatore brasiliano
- 1972 - Jana Pavlíková, ex cestista ceca
- 1972 - Nadja Uhl, attrice tedesca
- 1972 - Kevin Ullyett, ex tennista zimbabwese
- 1973 - Massimo Botti, allenatore di pallavolo e ex pallavolista italiano
- 1973 - Emperor Magus Caligula, cantante svedese
- 1973 - Susanna Heikki, cantante finlandese
- 1973 - Richard Hill, ex rugbista a 15 britannico
- 1973 - Makoto Kakegawa, ex calciatore giapponese
- 1973 - Rosaria Désirée Klain, giornalista e direttrice artistica italiana
- 1973 - Maxwell, musicista e cantante statunitense
- 1973 - Yifat Shasha-Biton, educatrice e politica israeliana
- 1973 - Saúl Vasco, ex schermidore colombiano
- 1974 - 4th Disciple, produttore discografico statunitense
- 1974 - Duane Clemons, ex giocatore di football americano statunitense
- 1974 - Stefano De Angelis, allenatore di calcio e ex calciatore italiano
- 1974 - MC Giaime, rapper e writer italiano († 1998)
- 1974 - Ben Hindle, bobbista canadese
- 1974 - Matt Hindle, bobbista canadese
- 1974 - Goran Jagodnik, ex cestista sloveno
- 1974 - Jewel, cantautrice, attrice e poetessa statunitense
- 1974 - Lino, rapper francese
- 1974 - Mónica Naranjo, cantante spagnola
- 1974 - Manuela Schwesig, politica tedesca
- 1974 - Duane Starks, ex giocatore di football americano statunitense
- 1974 - Dominique Tonnerre, ex cestista francese
- 1974 - Charlie Yeung, cantante, attrice e regista taiwanese
- 1974 - Gisa Zach, attrice tedesca
- 1975 - Enkeleid Dobi, allenatore di calcio e ex calciatore albanese
- 1975 - Iwona Dzięcioł, ex arciera polacca
- 1975 - LaMonica Garrett, attore statunitense
- 1975 - Anthony Grdić, ex calciatore australiano
- 1975 - Mika Lehtinen, ex hockeista su ghiaccio finlandese
- 1975 - Alessia Mosca, ex politica e politologa italiana
- 1975 - Emiliano Reggente, doppiatore italiano
- 1975 - Super Dragon, wrestler statunitense
- 1975 - Abibou Tchagnao, ex calciatore togolese
- 1976 - Noriko Anno, ex judoka giapponese
- 1976 - Germán Arangio, allenatore di calcio e ex calciatore argentino
- 1976 - Gaspare Caffiero, pilota motociclistico italiano
- 1976 - Agnieszka Chylińska, cantante polacca
- 1976 - Dragan Cigan, operaio bosniaco († 2007)
- 1976 - Dalia Colli, truccatrice italiana
- 1976 - Jay Feely, ex giocatore di football americano statunitense
- 1976 - Stephen Glass, allenatore di calcio e ex calciatore scozzese
- 1976 - Gaetano Lo Nero, ex calciatore italiano
- 1976 - Yuki Midorikawa, fumettista giapponese
- 1976 - Kelly Monaco, attrice e modella statunitense
- 1976 - Robert P. Murphy, economista statunitense
- 1976 - Ricardo Luís Pozzi Rodrigues, allenatore di calcio e ex calciatore brasiliano
- 1976 - Giovanni Scifoni, attore, drammaturgo e personaggio televisivo italiano
- 1976 - Andy Selva, allenatore di calcio e ex calciatore sammarinese
- 1976 - Sinha, ex calciatore brasiliano
- 1976 - Herberts Vasiļjevs, ex hockeista su ghiaccio lettone
- 1977 - Luca Attanasio, diplomatico italiano († 2021)
- 1977 - Richard Ayoade, attore, regista e comico britannico
- 1977 - Kjetil Byfuglien, calciatore norvegese
- 1977 - Tomás Gil, dirigente sportivo, ex ciclista su strada e pistard venezuelano
- 1977 - Bakari Hendrix, ex cestista statunitense
- 1977 - Tomoyuki Hirase, ex calciatore giapponese
- 1977 - Karin Huttary, ex sciatrice alpina e sciatrice freestyle svedese
- 1977 - Lisa Joy, regista, sceneggiatrice e produttrice televisiva statunitense
- 1977 - Annabel Kosten, ex nuotatrice olandese
- 1977 - Il'ja Kulik, ex pattinatore artistico su ghiaccio russo
- 1977 - Sergio Mur, attore spagnolo
- 1977 - Angelo Pastore, sceneggiatore e autore televisivo italiano
- 1977 - Evgenij Rodionov, militare russo († 1996)
- 1977 - Thierry Rupert, cestista francese († 2013)
- 1977 - Sergio Fernández González, ex calciatore spagnolo
- 1977 - Ek'a T'q'eshelashvili, avvocato e politica georgiana
- 1977 - Heather Wahlquist, attrice e sceneggiatrice statunitense
- 1978 - Mahmut Altay, lottatore turco
- 1978 - Benoît Beaufils, nuotatore artistico francese
- 1978 - Dario Dabac, allenatore di calcio e ex calciatore croato
- 1978 - Filippo Gagliardo, ex cestista italiano
- 1978 - Gerardo Galindo, ex calciatore messicano
- 1978 - Monica Giandotti, giornalista e conduttrice televisiva italiana
- 1978 - Otrjadyn Gündėgmaa, tiratrice a segno mongola
- 1978 - Jonathan Jäger, ex calciatore francese
- 1978 - Ken Lacey, ex cestista statunitense
- 1978 - Antoine Merlino, ex giocatore di calcio a 5 olandese
- 1978 - Christian Monzon, modello statunitense
- 1978 - Graciela Márquez, pallavolista venezuelana
- 1978 - Eliana Patelli, maratoneta italiana
- 1978 - Čedomir Pavičević, ex calciatore serbo
- 1978 - Scott Raynor, batterista statunitense
- 1978 - Karin Truppe, ex sciatrice alpina austriaca
- 1979 - Davyd Arachamija, politico ucraino
- 1979 - Rasual Butler, cestista statunitense († 2018)
- 1979 - Brian Campbell, ex hockeista su ghiaccio canadese
- 1979 - Giampaolo Cheula, dirigente sportivo, ex ciclista su strada e mountain biker italiano
- 1979 - Josh Cooley, regista, sceneggiatore e animatore statunitense
- 1979 - Abdulrahim Jumaa, ex calciatore emiratino
- 1979 - Shamal Kumar, ex calciatore figiano
- 1979 - David Madrid, allenatore di calcio a 5 spagnolo
- 1979 - Ersen Martin, calciatore turco († 2024)
- 1979 - Francesco Mattina, disegnatore e illustratore italiano
- 1979 - Vaida Pacauskienė, ex cestista lituana
- 1980 - D. J. Cotrona, attore statunitense
- 1980 - Richmond Forson, ex calciatore togolese
- 1980 - Lane Garrison, attore statunitense
- 1980 - Theofanīs Gkekas, allenatore di calcio e ex calciatore greco
- 1980 - Evelina Guneva, ex cestista bulgara
- 1980 - Thomas Jackson, ex cestista e allenatore di pallacanestro statunitense
- 1980 - Aljaksandr Kudraŭcaŭ, ex cestista bielorusso
- 1980 - Toshihisa Kuzuhara, pilota motociclistico giapponese
- 1980 - Nicolas Mas, rugbista a 15 francese
- 1980 - Cléber Monteiro, ex calciatore brasiliano
- 1980 - Aleksandar Radunović, ex calciatore serbo
- 1981 - Mohamed Abdallah, ex calciatore egiziano
- 1981 - Josu Agirre, ex ciclista su strada spagnolo
- 1981 - Sultan Al Neyadi, astronauta emiratino
- 1981 - Elias Bazzi, ex calciatore argentino
- 1981 - Francesco Dimitri, scrittore italiano
- 1981 - Mark Dusharme, pallavolista statunitense
- 1981 - Shaun Easthope, calciatore samoano
- 1981 - Pierre Lapointe, cantante canadese
- 1981 - Oriol Lozano, ex calciatore spagnolo
- 1981 - Aleš Luk, ex calciatore sloveno
- 1981 - Tadamichi Machida, ex calciatore giapponese
- 1981 - Sergio Mendoza, calciatore honduregno
- 1981 - Michele Nitti, musicista e politico italiano
- 1981 - Tim Robinson, comico, attore e sceneggiatore statunitense
- 1981 - Charles Rogers, giocatore di football americano statunitense († 2019)
- 1981 - Gwenno Saunders, cantautrice gallese
- 1981 - Marko Šćekić, ex cestista e allenatore di pallacanestro serbo
- 1981 - Janine Wissler, politica tedesca
- 1981 - Michal Žižka, calciatore ceco
- 1982 - Pelin Çelik, pallavolista e giocatrice di beach volley turca
- 1982 - Emanuele D'Anna, calciatore italiano
- 1982 - Andrea Delogu, conduttrice televisiva, conduttrice radiofonica e attrice italiana
- 1982 - Ali Diab, ex calciatore siriano
- 1982 - Remon van de Hare, ex cestista olandese
- 1982 - Abigail Hawk, attrice statunitense
- 1982 - Malene Mortensen, cantante danese
- 1982 - Tristan Prettyman, cantautrice statunitense
- 1982 - Odessa Rae, attrice e produttrice cinematografica canadese
- 1982 - Sanchai Ratiwatana, tennista thailandese
- 1982 - Sonchat Ratiwatana, tennista thailandese
- 1982 - Stevica Ristiḱ, ex calciatore macedone
- 1982 - Adil Shamasdin, tennista canadese
- 1982 - Nikolaj Vladimirovič Tichonov, cosmonauta russo
- 1982 - Endrit Vrapi, ex calciatore albanese
- 1982 - DJ Smash, disc jockey e produttore discografico russo
- 1983 - Franck Béria, dirigente sportivo e ex calciatore francese
- 1983 - Valerio Di Cesare, dirigente sportivo e ex calciatore italiano
- 1983 - Luo Wei, ex taekwondoka cinese
- 1983 - Curtis McElhinney, hockeista su ghiaccio canadese
- 1983 - Rafael Moura, ex calciatore brasiliano
- 1983 - Guy Muya, allenatore di pallacanestro, ex cestista e dirigente sportivo della Repubblica Democratica del Congo
- 1983 - Silvio Proto, ex calciatore belga
- 1983 - Heidi Range, cantautrice britannica
- 1983 - Alex Shelley, wrestler statunitense
- 1983 - Kevin Stuhr Ellegaard, ex calciatore danese
- 1983 - Ante Tomić, ex calciatore croato
- 1984 - Chrīstos Afroudakīs, ex pallanuotista greco
- 1984 - Hugo Almeida, allenatore di calcio e ex calciatore portoghese
- 1984 - André Brasil, nuotatore brasiliano
- 1984 - Alessandro D'Ambrosi, attore e regista italiano
- 1984 - Ross Davenport, ex nuotatore britannico
- 1984 - Brandon Marshall, ex giocatore di football americano statunitense
- 1984 - Hannu Patronen, ex calciatore finlandese
- 1984 - David Schlachtenhaufen, attore statunitense
- 1984 - Washington Torres, ex calciatore cileno
- 1984 - Adam Wylie, attore e doppiatore statunitense
- 1984 - Giōrgos Zīsopoulos, ex calciatore greco
- 1985 - Nicky Adler, ex calciatore tedesco
- 1985 - Amit Ben Shushan, ex calciatore israeliano
- 1985 - Sekou Cissé, ex calciatore ivoriano
- 1985 - Sebastián Bruno Fernández, calciatore uruguaiano
- 1985 - Tejmuraz Gabašvili, tennista russo
- 1985 - Hlompho Kekana, ex calciatore sudafricano
- 1985 - Giuseppe Michielli, ex combinatista nordico italiano
- 1985 - Peter John Ramos, ex cestista portoricano
- 1985 - Daniel Segovia, calciatore spagnolo
- 1985 - Jean-Charles Sénac, ex ciclista su strada francese
- 1985 - Wim Stroetinga, dirigente sportivo, ex pistard e ciclista su strada olandese
- 1985 - Ross Wallace, ex calciatore scozzese
- 1985 - Edita Šujanová, ex cestista ceca
- 1986 - Andrej Afanas'ev, giocatore di calcio a 5 russo
- 1986 - Natália Anderle, modella brasiliana
- 1986 - Boris Bakić, ex cestista montenegrino
- 1986 - Jimmy Baron, ex cestista statunitense
- 1986 - Rita Liliom, ex pallavolista ungherese
- 1986 - Louise-Hélène Bouchard, schermitrice canadese
- 1986 - Ryan Coogler, regista e sceneggiatore statunitense
- 1986 - Matthew Crampton, ex pistard britannico
- 1986 - Lowkey, rapper e attivista britannico
- 1986 - Henrieta Farkašová, sciatrice alpina slovacca
- 1986 - Michael Gardyne, calciatore scozzese
- 1986 - Chad Hall, giocatore di football americano statunitense
- 1986 - Karla Henry, modella filippina
- 1986 - Tim Hightower, giocatore di football americano statunitense
- 1986 - Yasuhiro Hiraoka, ex calciatore giapponese
- 1986 - Jason Jones, giocatore di football americano statunitense
- 1986 - Valentina Marchei, ex pattinatrice artistica su ghiaccio italiana
- 1986 - Angela Martini, modella albanese
- 1986 - Natal'ja Matveeva, fondista russa
- 1986 - Shane McFaul, ex calciatore irlandese
- 1986 - Alice Mills, nuotatrice australiana
- 1986 - Simone Missiroli, ex calciatore italiano
- 1986 - Gabriel Özkan, ex calciatore svedese
- 1986 - Ilko Pirgov, ex calciatore bulgaro
- 1986 - Jason Pitton, ex hockeista su ghiaccio canadese
- 1986 - Alex Renfroe, cestista statunitense
- 1986 - Rabo Saminou, calciatore nigerino
- 1986 - Carlos Suárez García-Osorio, cestista spagnolo
- 1986 - Tristan Thomas, ostacolista e velocista australiano
- 1986 - Ephraim Tjihonge, ex calciatore namibiano
- 1986 - Ruben Zadkovich, allenatore di calcio e ex calciatore australiano
- 1987 - Ismail Ahmed Kadar Hassan, ex calciatore francese
- 1987 - Erica Banchi, attrice italiana
- 1987 - Mohamed Bashir, calciatore sudanese
- 1987 - Guillaume Bonnafond, dirigente sportivo e ex ciclista su strada francese
- 1987 - Silvania Costa de Oliveira, atleta paralimpica brasiliana
- 1987 - Tobias Dahm, pesista tedesco
- 1987 - Mike Goodson, giocatore di football americano statunitense
- 1987 - Grzegorz Kuświk, calciatore polacco
- 1987 - Levante, cantautrice e scrittrice italiana
- 1987 - Krzysztof Mączyński, ex calciatore polacco
- 1987 - Khusniddin Norbekov, atleta paralimpico uzbeko
- 1987 - Myko Olivier, attore e produttore cinematografico statunitense
- 1987 - Luisa Porritt, politica britannica
- 1987 - Sarah Robson, calciatrice nordirlandese
- 1987 - Richard Schmidt, canottiere tedesco
- 1987 - Sjors Ultee, allenatore di calcio olandese
- 1987 - Bray Wyatt, wrestler statunitense († 2023)
- 1988 - Fatoumata Bagayoko, ex cestista maliana
- 1988 - Vic Black, giocatore di baseball statunitense
- 1988 - Rosanna Crawford, ex biatleta canadese
- 1988 - Lorenzo De Silvestri, calciatore italiano
- 1988 - Courtney Fortson, cestista statunitense
- 1988 - Gavin Free, youtuber, attore e regista britannico
- 1988 - Kevin Galloway, cestista statunitense
- 1988 - Shady Hamadi, scrittore italiano
- 1988 - Sara Hjort Ditlevsen, attrice e modella danese
- 1988 - Iain Jensen, velista australiano
- 1988 - Irena Matović, ex cestista montenegrina
- 1988 - Angelo Ogbonna, calciatore italiano
- 1988 - Mohamed Ramadan, attore, cantautore e rapper egiziano
- 1989 - Alexandru Antoniuc, calciatore moldavo
- 1989 - Oli Brown, chitarrista e cantautore inglese
- 1989 - Anna Florian, hockeista su ghiaccio italiana
- 1989 - Alberto Frezza, attore e regista italiano
- 1989 - Sara González Rodríguez, calciatrice spagnola
- 1989 - Reggie Hamilton, ex cestista statunitense
- 1989 - Liza Helder, modella olandese
- 1989 - Tomoya Ishii, ex sciatore alpino giapponese
- 1989 - Agnieszka Kaczmarczyk, cestista polacca
- 1989 - Amer Krcič, calciatore sloveno
- 1989 - Grace Mahary, supermodella canadese
- 1989 - Petr Reinberk, calciatore ceco
- 1989 - Ezequiel Schelotto, calciatore argentino
- 1989 - Hussain Shae'an, calciatore saudita
- 1989 - Jeff Taylor, cestista svedese
- 1989 - Mario Vrančić, calciatore bosniaco
- 1989 - Natsuna Watanabe, attrice, doppiatrice e ex modella giapponese
- 1989 - Dashamir Xhika, calciatore albanese
- 1990 - Raffaele Alcibiade, calciatore italiano
- 1990 - Hugo van den Berg, pilota motociclistico olandese
- 1990 - Romario Caicedo, calciatore ecuadoriano
- 1990 - Daniel Evans, tennista britannico
- 1990 - Kelly Jonker, hockeista su prato olandese
- 1990 - Kristína Kučová, tennista slovacca
- 1990 - Martín Lucero, calciatore argentino
- 1990 - Uroš Matić, ex calciatore serbo
- 1990 - Musa Mudde, calciatore ugandese
- 1990 - Jorge Iván Pérez, calciatore argentino
- 1990 - Nicolas Rossard, pallavolista francese
- 1990 - Ofer Verta, calciatore israeliano
- 1991 - Emil Assergård, cantante svedese
- 1991 - Emil Berger, calciatore svedese
- 1991 - Nadine Alexandra Dewi Ames, modella indonesiana
- 1991 - Aaron Donald, ex giocatore di football americano statunitense
- 1991 - Daniel Hemetsberger, sciatore alpino austriaco
- 1991 - Héctor Hernández Ortega, calciatore spagnolo
- 1991 - Sarah Jarosz, cantante statunitense
- 1991 - Miroslav Kirov, lottatore bulgaro
- 1991 - DeMario Mayfield, cestista statunitense
- 1991 - Hebert Medeiros dos Santos, ex calciatore brasiliano
- 1991 - Lena, cantante e doppiatrice tedesca
- 1991 - Ryō Nagai, calciatore giapponese
- 1991 - Nerone, rapper italiano
- 1991 - Genevieve Orlandini, pallavolista statunitense
- 1991 - César Pinares, calciatore cileno
- 1991 - James Reed, bobbista statunitense
- 1991 - Nicole Sabouné, cantante svedese
- 1991 - Marko Šćepović, calciatore serbo
- 1991 - Suguru Ōsako, mezzofondista e maratoneta giapponese
- 1992 - Luka Begonja, calciatore croato
- 1992 - Denton Koon, ex cestista statunitense
- 1992 - Constant Lestienne, tennista francese
- 1992 - Rashad Madden, cestista statunitense
- 1992 - Nils Mani, ex sciatore alpino svizzero
- 1992 - Asenate Manoa, velocista tuvaluana
- 1992 - Charline Mathias, mezzofondista lussemburghese
- 1992 - Juvonte Reddic, cestista statunitense
- 1992 - Caique Silva Sá, calciatore brasiliano
- 1992 - Kazbek Zankišiev, judoka russo († 2024)
- 1992 - Zhāng Xin, calciatrice cinese
- 1993 - Sargis Adamyan, calciatore armeno
- 1993 - Eseosa Aigbogun, calciatrice svizzera
- 1993 - Mohammed Al-Saiari, calciatore saudita
- 1993 - Rafael Barrios, calciatore argentino
- 1993 - Luka Bobičanec, calciatore croato
- 1993 - Batraz Chadarcev, calciatore russo
- 1993 - Leandro Chetti, ex calciatore argentino
- 1993 - Andell Cumberbatch, cestista statunitense
- 1993 - Guillermo Fernández Hierro, calciatore spagnolo
- 1993 - Aremi Fuentes, sollevatrice messicana
- 1993 - Florian Hartherz, calciatore tedesco
- 1993 - Andy Janovich, giocatore di football americano statunitense
- 1993 - Yuliana Lizarazo, tennista colombiana
- 1993 - Germain Louvet, ballerino e attore francese
- 1993 - Dawid Podsiadło, cantante polacco
- 1993 - Sara Sabry, ingegnere e imprenditrice egiziana
- 1993 - Hugo Silveira, calciatore uruguaiano
- 1993 - Stephon Tuitt, ex giocatore di football americano statunitense
- 1994 - Dhurgham Ismail, calciatore iracheno
- 1994 - Michele Antonelli, marciatore italiano
- 1994 - Albert Homs, cestista spagnolo
- 1994 - Carl Johansson, calciatore svedese
- 1994 - Esa Lindell, hockeista su ghiaccio finlandese
- 1994 - Randal Oto'o, calciatore gabonese
- 1994 - Lára Kristín Pedersen, calciatrice islandese
- 1994 - Thomas Pledl, calciatore tedesco
- 1994 - Krystal Rivers, pallavolista statunitense
- 1994 - Philipp Wiesinger, calciatore austriaco
- 1994 - Abdallah Yaisien, calciatore francese
- 1994 - Yun Sung-bin, skeletonista sudcoreano
- 1995 - Tyus Bowser, giocatore di football americano statunitense
- 1995 - Joseph Choong, pentatleta britannico
- 1995 - Eve, cantautore giapponese
- 1995 - Jillian Janson, attrice pornografica statunitense
- 1995 - Younès Kaabouni, calciatore francese
- 1995 - Maksym Krypak, nuotatore ucraino
- 1995 - Federica Palumbo, multiplista italiana
- 1995 - Lorenzo Rota, ciclista su strada italiano
- 1995 - Jonathan Stark, cestista statunitense
- 1995 - Gudrun Stock, ex pistard e ciclista su strada tedesca
- 1995 - Joan Verdú, sciatore alpino andorrano
- 1996 - Deborah Acquah, lunghista e triplista ghanese
- 1996 - Katharina Althaus, saltatrice con gli sci tedesca
- 1996 - Emmanuel Boateng, calciatore ghanese
- 1996 - Ryan Fulton, calciatore scozzese
- 1996 - Tytus Howard, giocatore di football americano statunitense
- 1996 - Justin Johnson, cestista statunitense
- 1996 - Maddison Keeney, tuffatrice australiana
- 1996 - Elias Kolega, allenatore di sci alpino e ex sciatore alpino croato
- 1996 - Răzvan Marin, calciatore rumeno
- 1996 - Oh Su-hyun, golfista australiana
- 1996 - Lukáš Sadílek, calciatore ceco
- 1996 - Çağlar Söyüncü, calciatore turco
- 1996 - Rock Ya-Sin, giocatore di football americano statunitense
- 1997 - Taiwo Awoniyi, calciatore nigeriano
- 1997 - Cassandre Beaugrand, triatleta francese
- 1997 - Pedro Chirivella, calciatore spagnolo
- 1997 - Johannes Dale, biatleta norvegese
- 1997 - Joe Gomez, calciatore inglese
- 1997 - Jansen Harkins, hockeista su ghiaccio statunitense
- 1997 - Daichi Hayashi, calciatore giapponese
- 1997 - Max Kilman, calciatore inglese
- 1997 - Gustaf Nilsson, calciatore svedese
- 1997 - Matěj Pulkrab, calciatore ceco
- 1997 - Alina Reh, mezzofondista tedesca
- 1997 - Leonardo Rocha, calciatore portoghese
- 1997 - Sam Timmins, cestista neozelandese
- 1998 - Joël Bacanamwo, calciatore belga
- 1998 - Isaac Cruz, pugile messicano
- 1998 - Alexis Hart, pallavolista statunitense
- 1998 - Robin Heußer, calciatore tedesco
- 1998 - Justinian Jessup, cestista statunitense
- 1998 - Daniel Köstl, calciatore ceco
- 1998 - Steve Lacy, musicista, cantante e produttore discografico statunitense
- 1998 - Mehdi Léris, calciatore francese
- 1998 - Giulia Mancini, pallavolista italiana
- 1998 - Salwa Eid Naser, velocista bahreinita
- 1998 - Harry Paton, calciatore canadese
- 1998 - Manny Rodríguez, calciatore dominicano
- 1998 - Riccardo Sbertoli, pallavolista italiano
- 1998 - Sérgio Sette Câmara, pilota automobilistico brasiliano
- 1998 - Luca de la Torre, calciatore statunitense
- 1998 - Berat Özdemir, calciatore turco
- 1999 - Blanka, cantante, ballerina e modella polacca
- 1999 - James Charles, youtuber e truccatore statunitense
- 1999 - Paul Gubitz, slittinista tedesco
- 1999 - Sandro Mamuk'elashvili, cestista georgiano
- 1999 - Ahmed Abdelkader, calciatore egiziano
- 1999 - Toby Sibbick, calciatore ugandese
- 1999 - Natnael Tesfatsion, ciclista su strada eritreo
- 1999 - Modesta Uka, calciatrice kosovara
- 2000 - Simon Bucher, nuotatore austriaco
- 2000 - Felipe Drugovich, pilota automobilistico brasiliano
- 2000 - Aldo Festante, pilota automobilistico italiano
- 2000 - Jaxson Hayes, cestista statunitense
- 2000 - Aldo López, calciatore messicano
- 2000 - Jalen Mayfield, giocatore di football americano statunitense
- 2000 - Joshua Obiesie, cestista tedesco
- 2000 - Lorenzo Patta, velocista italiano
- 2000 - Israel Reyes, calciatore messicano
- 2000 - Cristofer Salas, calciatore cileno
- 2000 - Barış Alper Yılmaz, calciatore turco
- 2000 - Nino Žugelj, calciatore sloveno

## XXI secolo(33)
- 2001 - Mathieu Cachbach, calciatore belga
- 2001 - Luismi Cruz, calciatore spagnolo
- 2001 - Maxime Delanghe, calciatore belga
- 2001 - Ryiem Forde, velocista giamaicano
- 2001 - Albert Grønbæk, calciatore danese
- 2001 - Ozziel Herrera, calciatore messicano
- 2001 - Noah Holm, calciatore norvegese
- 2001 - Brennan Johnson, calciatore gallese
- 2001 - Haley Jones, cestista statunitense
- 2001 - Matt Lintz, attore statunitense
- 2001 - Layan Loor, calciatore ecuadoriano
- 2001 - Aleksandr Selevko, pattinatore artistico su ghiaccio estone
- 2001 - Martin Uldal, biatleta norvegese
- 2001 - Dal Varešanović, calciatore bosniaco
- 2001 - Marlon Yant, pallavolista cubano
- 2001 - Joshua Zimmerman, calciatore olandese
- 2002 - Sam Bell, calciatore inglese
- 2002 - Théo Berdayes, calciatore svizzero
- 2002 - Josué Báez, calciatore dominicano
- 2002 - José Caicedo, calciatore colombiano
- 2002 - Marco Matasic, cestista svizzero
- 2003 - Santiago Cappi, calciatore uruguaiano
- 2003 - Gustas Jarusevičius, calciatore lituano
- 2003 - Oleksandr Kobzystyj, cestista ucraino
- 2003 - Lee Young-jun, calciatore sudcoreano
- 2003 - Hugo Mienandi, cestista francese
- 2003 - Anna Sandberg, calciatrice svedese
- 2003 - Matteo Staforini, pallavolista italiano
- 2003 - Leonardo Zabala, calciatore boliviano
- 2004 - Miska Ylitolva, calciatore finlandese
- 2005 - Alex Eala, tennista filippina
- 2005 - Chung Nguyen Do, calciatore bulgaro
- 2008 - Leya Kırşan, attrice turca

## Senza anno specificato(1)
- Anna Maria Šemberová von Boskovic und Černá Hora, principessa austriaca